# Пеньков, Иван Данилович Хомяк
Князь Иван Данилович Хомяк Пеньков (умер в 1544) — воевода, наместник и боярин великих князей Московских Василия Ивановича и его сына Ивана Грозного.
Из княжеского рода Пеньковы. Младший сын князя Даниила Александровича Пенько, родоначальника княжеского рода. Имел братьев, бояр и князей: Александра и Василия Даниловичей.

## Биография

### Служба Василию III Ивановичу
В 1512 году был первым воеводой сторожевого полка в походе на Литву. В 1520 году первый воевода в Кашире.
В 1518 году пожалован в бояре. В 1527 году был в числе других бояр поручителем за верность Михаила Глинского. Зимой 1528 года ездил в свите великого князя на богомолье по северным монастырям. Был в 1531 году наместником в Пскове. В феврале 1533 года на свадьбе родного брата великого князя Василия III — князя Андрея Ивановича и княжны Ефросиньи Андреевны Хованской был первым дружкой, сидел за государевым столом, на следующий день перед Государём у стола стоял, а на третий день был третьим за большим государевым столом, сидел напротив боярынь.

#### Служба Ивану Грозному
По смерти великого князя в декабре 1533 году, князь Иван Данилович вошёл в число двадцати бояр, составлявших при правительнице Елене Глинской Верховную думу. В 1534 году третий воевода Большого полка в Коломне. Летом 1535 года послан из Москвы первым воеводой Сторожевого полка на Литву, где предместья у города Мстиславля выжег и многие места разорил и с большим пленом и трофеями вернулся в столицу. Зимой 1535 года князь Иван Данилович назначен наместником в Каширу.
В 1536 году второй воевода Большого полка в Коломне, в июне сопровождал правительницу Елену Глинскую в богомольном походе к Троице. Во время летнего смоленского похода командовал сторожевым полком. В 1536 году вновь во главе большого полка в Коломне. В 1537 году первый воевода войск правой руки на берегу Оки, а после второй воевода в Костроме «за городом». В 1538 году назначен первым воеводой Большого полка конной рати в Казанском походе. В этом же году ходил с войском на Литву. В марте 1544 года второй воевода Большого полка в Казанском походе по реке Ока.
В Русской родословной книге А. Б. Лобанова-Ростовского, Русском биографическом словаре А. А. Половцева и Истории родов русского дворянства П. Н. Петрова указана дата смерти — 1544 год. А.А. Зимин указывает, что Иван умер около 1540 года.
В родословной книге М. Г. Спиридова указана дата смерти — 1553 год и приводятся службы после 1544 года. Согласно этим сообщениям, в 1547 году Иван был первым воеводой войск правой руки посланных к Казани по просьбе горных черемисов, а в сентябре 1551 года — вторым воеводой войск правой руки в походе к Полоцку.
По родословной росписи показан бездетным, с его смертью прекратился княжеский род Пеньковы.

## Семья
В 1528 году великий князь Василий III выдал за него свою свояченицу, княжну Марью Васильевну Глинскую, дочь князя Василия Львовича Глинского, которая в день смерти великого князя в декабре 1533 года находилась при родной сестре — великой княгине Елене Васильевне. В этом же году она упомянута свахой на свадьбе князя Андрея Ивановича, родного брата великого князя Василия Ивановича: «осыпала новобрачных в дверях осыпалом и держала чару и гребень, как голову чесали великому князю». Княжна Мария Васильевна являлась родной тёткой царя Ивана Грозного, а князь Иван Данилович — дядей.